# Närkes runinskrifter Fv1979;234
Närkes runinskrifter Fv1979;234 är en inristning på en laggskålsbotten som hittades vid en utgrävning i centrala Örebro 1978. Runorna formade tre rader ur formeln Hin Håles latin, ett välkänt palindrom i kvadratisk form, som bildar meningen "Såningsmannen håller verket i sin hand".
Samtidigt med detta fynd fann man också en runinristad slida.
Hela Fans kvadrat:
| ” | SATOR AREPO TENET OPERA ROTAS | „ |